# James Gibbons
James Gibbons (23. srpnja, 1834. — 24. ožujka 1921.) bio je američki kardinal rimokatoličke crkve. Služio je kao biskup Richmonda od 1872. do 1877. i Baltimorea od 1877. do 1921. Vatikan je 1886. promaknuo Gibbonsa na mjesto kardinala čime je postao drugi Amerikanac koji je dobio tu titulu.

## Djela
Gibbons velikim dijelom svoju popularnost duguje svojim djelima među kojima je The Faith of Our Fathers (1876.) i danas najpopularnije, te je postao najprodavaniji obraćenički priručnik u SAD-u i 1980. doživio već 111. izdanje. Osim ovog djela, široko čitana su Our Christian Heritage (1889.), The Ambassador of Christ (1896.), Discourses and Sermons (1908.), i A Retrospect of Fifty Years (1916.). Gibbons je napisao i mnoštvo članaka u raznim časopisima.

## Zanimljivosti
- Američki predsjednik Theodore Roosevelt je 1917. proglasio Gibbonsa za najcjenjenijeg, najpoštovanijeg i najkorisnijeg građanina SAD-a.
- U svojim kasnim godinama, smatran je javnim licem katoličanstva u SAD-u i bio je široko oplakivan na sprovodu.
- Podržavao je radnički pokret SAD-a i brojne škole su imenovane po njemu.
- Više puta je propitivao autoritet Rima, pa je jednom prilikom rekao: "Petar je otišao u Antiohiju, uspostavio tamo crkvu i služio joj kao biskup. Gdje je tu autoritet Rima?"

## Vanjske poveznice

### Djela Jamesa Gibbonsa (engleski)
- James Cardinal Gibbons. 1876. The Faith of Our Fathers: A Plain Exposition and Vindication of the Church Founded by Our Lord Jesus Christ. John Murphy Company Google Books
- James Cardinal Gibbons. 1889. Our Christian Heritage. J. Murphy and company Google Books
- James Cardinal Gibbons. 1896. The Ambassador of Christ. John Murphy Company

- James Cardinal Gibbons. 1908. Discourses and Sermons. John Murphy Company

- James Cardinal Gibbons. 1916. A Retrospect of 50 Years. John Murphy Company Google Books

### Biografije Jamesa Gibbonsa (engleski)
- 1911 Edition of the Encyclopedia Britannica. Inačica izvorne stranice arhivirana 30. kolovoza 2010. Pristupljeno 28. kolovoza 2009.
- Library of Congress Biography
- Will, Allen Sinclair. 1911. Life of James, Cardinal Gibbons. J. Murphy Company
- His vocational timeline at Catholic Hierarchy
- Catholic Home Study Service Biography